# Antonio López Guerrero
Antonio López Guerrero eller bare Antonio López (født 13. september 1981 i Benidorm, Spanien) er en spansk tidligere fodboldspiller, der spillede som venstre back. Han var i 12 år tilknyttet Atlético Madrid og spillede også hos Osasuna og Mallorca.
López var med Atlético i 2010 med til at vinde både UEFA Europa League og UEFA Super Cup, og kunne som anfører løfte trofæet efter begge triumfer. 

## Landshold
López blev noteret for 16 kampe og én scoring for Spaniens landshold, som han debuterede for 30. marts 2005 i en VM-kvalifikationskamp mod Serbien og Montenegro i Beograd. Han var efterfølgende en del af den spanske trup til VM i 2006 i Tyskland, hvor han dog kun opnåede spilletid i den indledende gruppekamp mod Saudi-Arabien.

## Titler
UEFA Europa League
- 2010 med Atlético Madrid

UEFA Super Cup
- 2010 med Atlético Madrid